# کیوس (شهر باستانی)

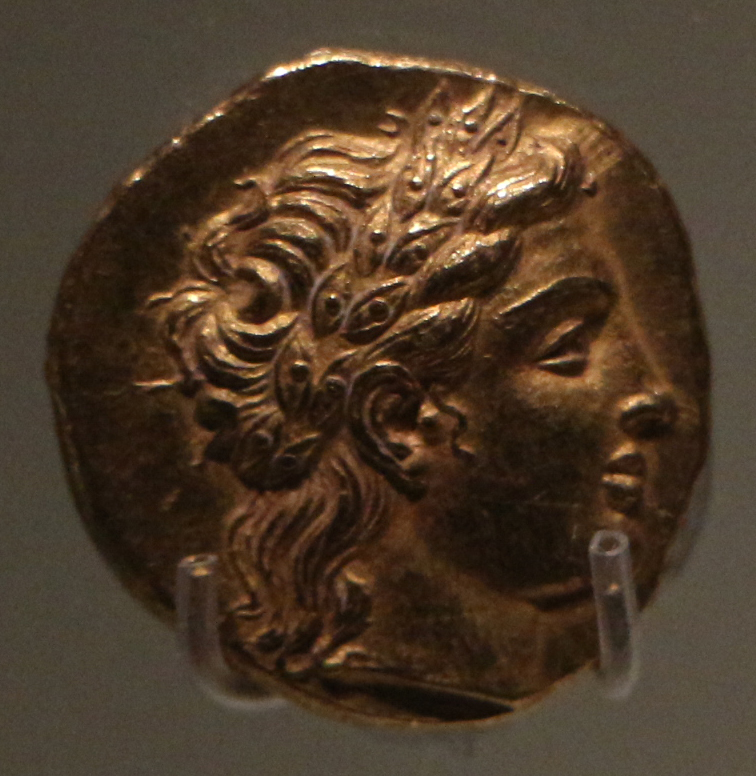
Cius coin

کیوس (به یونانی: Kίος) نام شهری یونانی‌نشین و باستانی بوده در بیتینی در شمال باختری کشور امروزی ترکیه و در کرانه دریای مرمره. در آینده این شهر به نام پادشاه پروسیاس یکم، پروسیاس بر دریا (به لاتین: Prusias ad Mare) خوانده‌شد.

## تاریخچه
ارسطو، استرابون و آپولونیوس رودیوس از این شهر یاد کرده‌اند. به واسطهٔ اهمیتش در زمینه کشاورزی یک چند تحت چیرگی ملط بود. کیوس پس از آتش زده شدن سارد به دست شورشیان ایونی در سال ۴۹۹ پیش از میلاد گرفته شد. کیوس بعدها به اتحادیه ایتولی پیوست و توسط فیلیپ پنجم مقدونی در دومین جنگ مقدونیه (۲۰۰-۱۹۷ پیش از میلاد) ویران شد و توسط او به پروسیاس اول بیتینیا داده شد. پروسیاس که به فیلیپ در ویران کردن کیوس کمک کرده بود، آن را با نام "پروسیاس" (Προυσιάς) بازسازی کرد. کیوس در امتداد راه ابریشم قرار داشته و در دورهٔ شکوفایی شهری توانگر شناخته می‌شده‌است.
این شهر یکی از نخستین اسقف‌نشینان بوده و اسقف آن کوریلوس در شورای نیقیه در ۳۲۵ میلادی عضو بوده‌است.
جمعیت یونانی در این شهر تا سدهٔ بیستم ساکن بودند. پس از رویدادهای تأسیس ترکیه و سیاست‌های تغییر بافت جمعیتی، در ۱۹۲۳ میلادی یونانی‌تباران کیوس به یونان پناهنده شدند و روستایی را به نام نئاکیوس (کیوس نو) را در آرگولیس بنیاد نهادند. امروزه چیز اندکی از آن شهر و بندر آن برجای مانده‌است.